# بومبوار

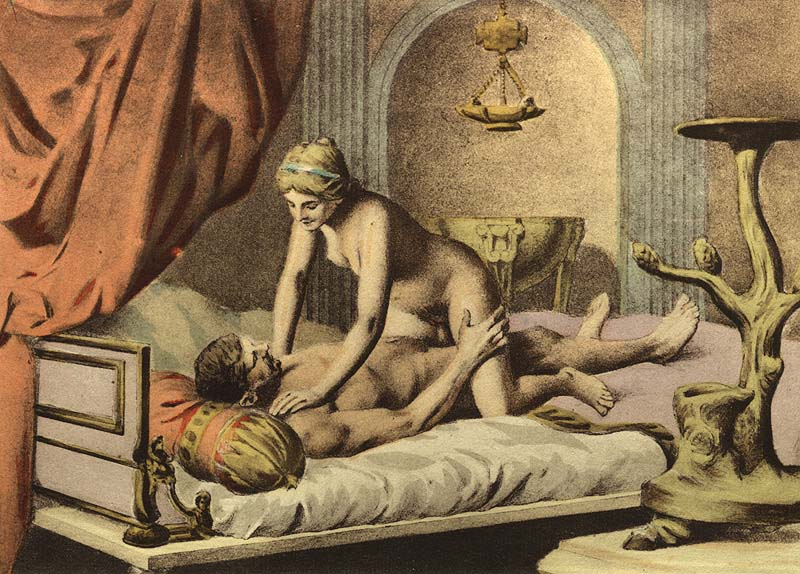
في وضعية راعية البقر، يكونالرجل ساكناً بينما تأخذ المرأة زمام المبادرة. (رسم للفنانإدوارد هينري أفريل)

بومبوار هي تقنية جنسية تستخدم فيها المرأة عضلات المهبل لتحفيز قضيب الرجل.

## القبضة
القبضة هي تقنية مختلفة نشأت من جنوب آسيا، حيث تستخدم الأنثى تقلصات عضلاتها البطنية لتحفيز قضيب الشريك الذكر، الذي يجب أن يظل ساكناً تماماً. يمكن تشبيه الإحساس بـ «الحَلْب». يقال إن النساء قد أمضين سنوات عديدة في التدريب قبل أن تصبحن بارعات في هذه التقنية، وعلى هذا النحو يعتبر أداء هذه التقنية صعباً للغاية. الفعل نفسه هو مجموعة متنوعة من التنترا، والغرض منه هو تعزيز وزيادة مدة وكثافة الجماع.